# Nikodim Rusnak
Nikodim Rusnak (născut Nicolai Stepanovici Rusnak, în ucraineană Микола Степанович Руснак; n. 18 aprilie 1921, Davidești, Cozmeni, Q133576211⁠(d), România – d. 15 septembrie 2011, Harkiv, Regiunea Harkov, Ucraina) a fost un cleric ortodox ucrainean, mitropolit de Harkov și Bohoduhiv (sub jurisdicția Patriarhiei Moscovei).

## Biografie
Născut în Bucovina de Nord (pe atunci parte a României), Rusnak a luat calea monahismului în 1945. 
În 1961 a fost hirotonit episcop, fiind trimis în 1964 în Argentina ca episcop al Bisericii Ortodoxe Ruse din America de Sud.
În 1970 a fost numit arhiepiscop de Harkov, iar în 1983 de Liov și Ternopil. În 1988 a fost ridicat la rangul de mitropolit, iar în 1989 s-a întors la Harkov, unde a trăit restul vieții. 
A decedat pe data de 15 septembrie 2011.